# 快水浴場百選

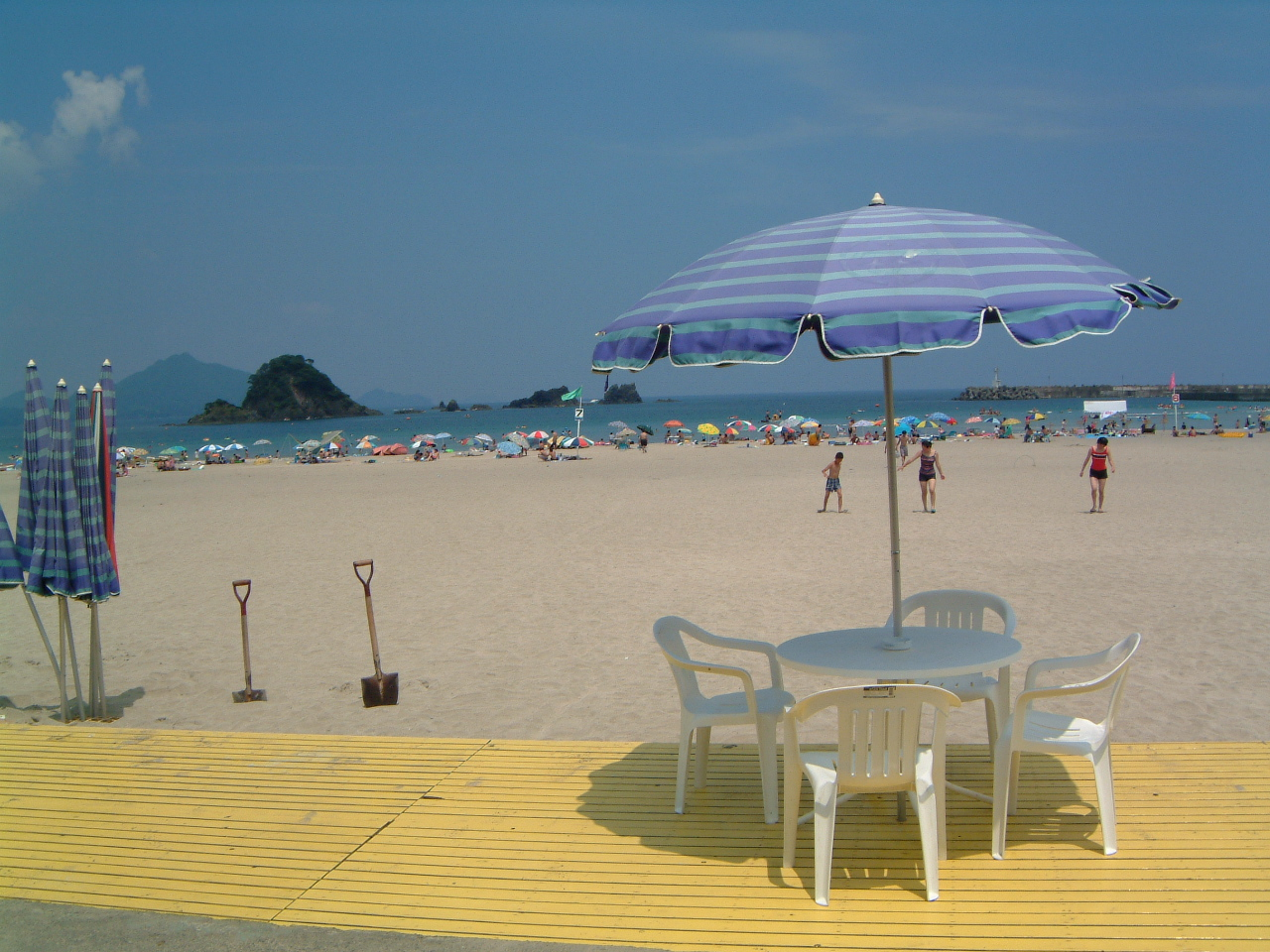
若狭和田海水浴場（福井県大飯郡高浜町）

快水浴場百選（かいすいよくじょう ひゃくせん）とは、2006年（平成18年）5月10日に環境省が選定した、全国各地の100か所の水浴場である。
1998年（平成10年）に「日本の水浴場55選」、2001年（平成13年）に「日本の水浴場88選」が選定されており、今後3年後を目処に再選定を行う予定である。

## 快水浴場百選一覧

### 北海道地方
- 元和台海浜公園（北海道爾志郡乙部町）[1]

### 東北地方
- 八戸市白浜海水浴場（青森県八戸市）
- 真崎海岸海水浴場（岩手県宮古市）
- 女遊戸海水浴場（岩手県宮古市）
- 浄土ヶ浜海水浴場（岩手県宮古市）海の部特選
- 小田の浜海水浴場（宮城県気仙沼市）海の部特選
- お伊勢浜海水浴場（宮城県気仙沼市）
- 大谷海水浴場（宮城県気仙沼市）
- 小泉海水浴場（宮城県気仙沼市）
- 釜谷浜海水浴場（秋田県山本郡三種町）
- 宮沢海水浴場（秋田県男鹿市）
- 象潟海水浴場（秋田県にかほ市）
- 西浜海水浴場（山形県飽海郡遊佐町）
- 由良海水浴場（山形県鶴岡市）
- マリンパークねずがせき（山形県鶴岡市）
- 双葉海水浴場（福島県双葉郡双葉町）

### 関東地方

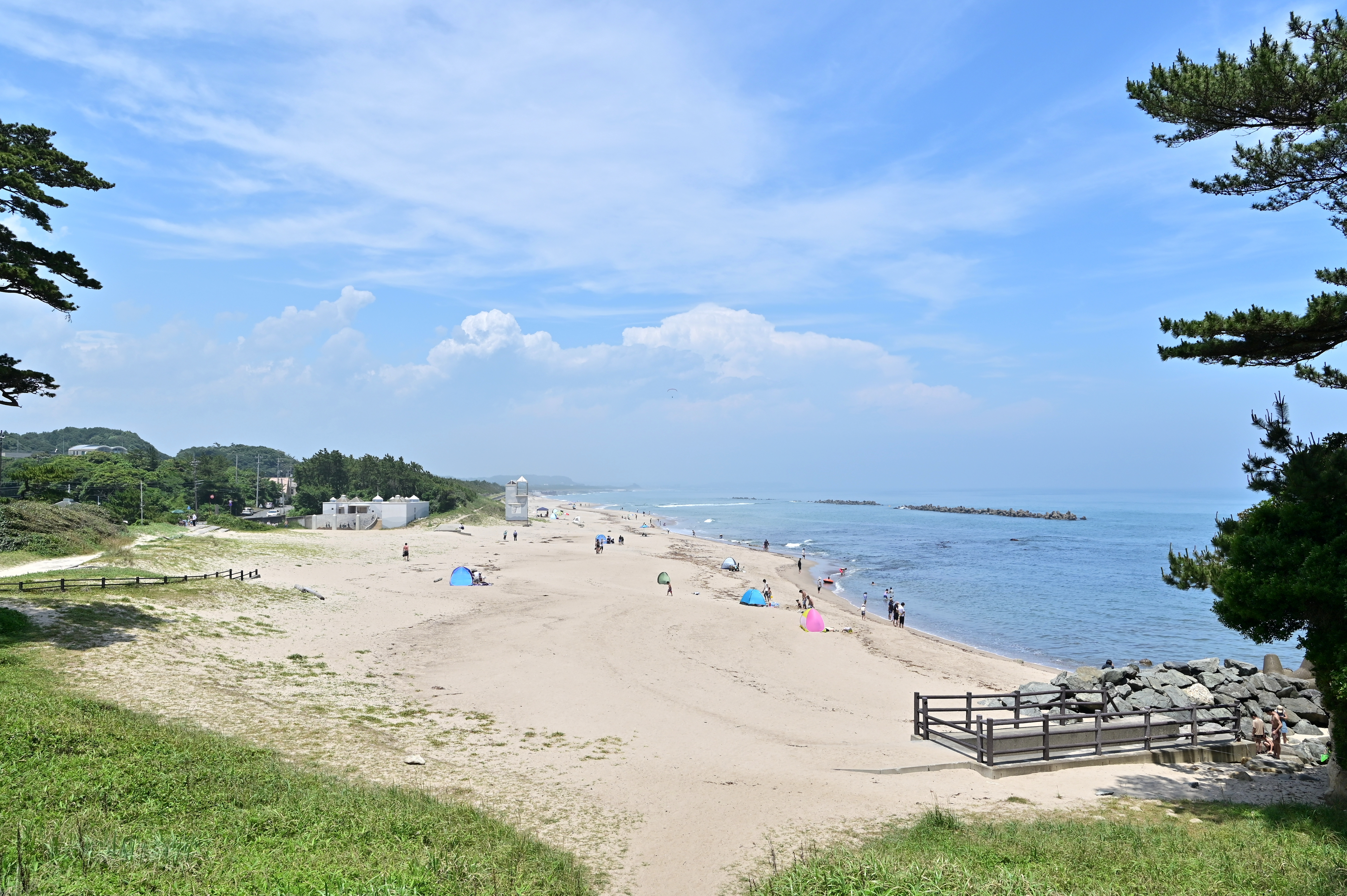
伊師浜海水浴場（茨城県日立市）

- 伊師浜海水浴場（茨城県日立市）
- 河原子海水浴場（茨城県日立市）
- 水木海水浴場（茨城県日立市）
- 大洗サンビーチ（茨城県東茨城郡大洗町）
- 波崎海水浴場（茨城県神栖市）
- 守谷海水浴場（千葉県勝浦市）
- 和田浦海水浴場（千葉県南房総市）

### 北陸地方
- 瀬波温泉海水浴場（新潟県村上市）
- 二ツ亀海水浴場（新潟県佐渡市）
- 番神・西番神海水浴場（新潟県柏崎市）
- 宮崎・境海岸（富山県下新川郡朝日町）
- 島尾海水浴場（富山県氷見市）
- 袖ヶ浜海水浴場（石川県輪島市）
- 内灘海水浴場（石川県河北郡内灘町）
- 若狭和田海水浴場（福井県大飯郡高浜町）

### 東海地方
- 白浜中央海水浴場（静岡県下田市）
- 外浦海水浴場（静岡県下田市）
- 弓ヶ浜海水浴場（静岡県賀茂郡南伊豆町）
- 大瀬海水浴場（静岡県沼津市）
- 御前崎海水浴場（静岡県御前崎市）
- 御座白浜海水浴場（三重県志摩市）
- 新鹿海水浴場（三重県熊野市）

### 近畿地方
- マキノサニービーチ（滋賀県高島市）湖の部特選
- 竹野浜海水浴場（兵庫県豊岡市）
- 浦県民サンビーチ（兵庫県淡路市）
- 大浜海水浴場（兵庫県洲本市）
- 慶野松原海水浴場（兵庫県南あわじ市）海の部特選
- 那智海水浴場（和歌山県東牟婁郡那智勝浦町）海の部特選
- 橋杭海水浴場（和歌山県東牟婁郡串本町）
- 白良浜海水浴場（和歌山県西牟婁郡白浜町）
- 片男波海水浴場（和歌山県和歌山市）海の部特選
- 浪早ビーチ（和歌山県和歌山市）

### 中国・四国地方
- 砂丘海水浴場（鳥取県鳥取市）
- 白兎海水浴場（鳥取県鳥取市）
- 石脇海水浴場（鳥取県東伯郡湯梨浜町）
- 島根県立石見海浜公園（島根県浜田市）
- 渋川海水浴場（岡山県玉野市）
- 県民の浜海水浴場（広島県呉市）
- 片添ヶ浜海水浴場（山口県大島郡周防大島町）
- 室積海水浴場（山口県光市）
- 虹ヶ浜海水浴場（山口県光市）
- 土井ヶ浜海水浴場（山口県下関市）
- 菊ヶ浜海水浴場（山口県萩市）
- 田井ノ浜海水浴場（徳島県海部郡美波町）
- 大砂海水浴場（徳島県海部郡海陽町）海の部特選
- 女木島海水浴場（香川県高松市女木島）
- 沙弥島海水浴場（香川県坂出市）
- 本島泊海水浴場（香川県丸亀市）島の部特選
- 松原海水浴場（愛媛県越智郡上島町）
- ヤ・シィパーク海水浴場（高知県香南市）
- 興津海水浴場（高知県高岡郡四万十町）

### 九州地方
- 波津海水浴場（福岡県遠賀郡岡垣町）
- 芥屋海水浴場（福岡県糸島市）
- 辰ノ島海水浴場（長崎県壱岐市）
- 筒城浜海水浴場（長崎県壱岐市）
- 根獅子海水浴場（長崎県平戸市）
- 白浜海水浴場（長崎県佐世保市）
- 高浜海水浴場（長崎県長崎市）
- 白浜海水浴場（長崎県南島原市）
- 大浜海水浴場（長崎県佐世保市）
- 蛤浜海水浴場（長崎県南松浦郡新上五島町）
- 高浜海水浴場（長崎県五島市）
- 四郎ヶ浜ビーチ（熊本県天草市）
- 富岡海水浴場（熊本県天草郡苓北町）
- 白鶴浜海水浴場（熊本県天草市）
- 奈多・狩宿海水浴場（大分県杵築市）
- 黒島海水浴場（大分県臼杵市）
- 瀬会海水浴場（大分県佐伯市）
- 下阿蘇ビーチ（宮崎県延岡市）海の部特選
- 須美江海水浴場（宮崎県延岡市）
- 伊勢ヶ浜海水浴場（宮崎県日向市）
- 高鍋海水浴場（宮崎県児湯郡高鍋町）
- 青島海水浴場（宮崎県宮崎市）
- 富土海水浴場（宮崎県日南市）
- 大堂津海水浴場（宮崎県日南市）
- 脇本海水浴場（鹿児島県阿久根市）
- 阿久根大島海水浴場（鹿児島県阿久根市）
- 大浜海浜公園（鹿児島県奄美市）

### 沖縄地方
- 国営沖縄記念公園 エメラルドビーチ（沖縄県国頭郡本部町）
- 万座ビーチ（沖縄県国頭郡恩納村）海の部特選
- リザンシーパークビーチ（沖縄県国頭郡恩納村）海の部特選
- サンマリーナビーチ（沖縄県国頭郡恩納村）
- ムーンビーチ（沖縄県国頭郡恩納村）
- ルネッサンスビーチ（沖縄県国頭郡恩納村）海の部特選